# Cummertrees
Cummertrees ist eine Ortschaft in der schottischen Council Area Dumfries and Galloway beziehungsweise im Distrikt Annandale der traditionellen Grafschaft Dumfriesshire. Sie liegt rund fünf Kilometer westlich von Annan und 17 Kilometer südöstlich von Dumfries am linken Ufer des Pow Burn. Rund einen Kilometer südlich verläuft die Nordküste des Solway Firth.

## Geschichte
In der Umgebung Cummertrees im umkämpften schottisch-englischen Grenzgebiet sind zahlreiche Wehrbauten zu finden. Im frühen 17. Jahrhundert gelangten die Ländereien in den Besitz der Marquesses of Queensberry. Mit dem Herrenhaus Kinmount House errichteten sie einen bedeutenden Standort. Ein weiteres Herrenhaus in der direkten Umgebung ist Murraythwaite House, das John Murray um 1766 erbauen ließ.
Bereits im 12. Jahrhundert wurde in Cummertrees eine Kirche errichtet. Die heutige Cummertrees Parish Church wurde 1777 am selben Standort erbaut. In den 1880er Jahren befand sich eine Schule für 130 Schüler in Cummertrees. Heute ist dort eine Grundschule angesiedelt.
Im Rahmen der Zensuserhebung 1961 wurden in Cummertrees 142 Einwohner gezählt.

## Verkehr
Die aus Annan kommende B724 bindet Cummertrees an das Straßennetz an. Mit der A75 (Stranraer–Gretna Green) verläuft rund zwei Kilometer nördlich eine überregionale Fernverkehrsstraße. Cummertrees erhielt 1848 einen eigenen Bahnhof entlang der Glasgow, Dumfries and Carlisle Railway der späteren Glasgow and South Western Railway. Während die Strecke weiterhin in Betrieb ist, wurde der Bahnhof 1955 aufgelassen.